# Anders Bastiansen
Anders Bastiansen (ur. 31 października 1980 w Oslo) – norweski hokeista, reprezentant Norwegii, trzykrotny olimpijczyk.

## Kariera
- Frisk Asker (1996-2004)
- IFK Arboga (2004-2005)
- Almtuna IS (2005)
- Mora (2005-2008)
- Färjestad (2008-2014)
- EC Graz 99ers (2014-2015)
- Frisk Asker (2015-2023)

Wychowanek klubu Frisk Asker. Od 2008 roku zawodnik Färjestad. W listopadzie 2011 roku przedłużył kontrakt o cztery lata. Razem z nim w drużynie występował od początku jego rodak Marius Holtet. Odszedł z klubu po sezonie Svenska hockeyligan (2013/2014). Od lipca 2014 zawodnik EC Graz 99ers. Od kwietnia 2015 ponownie zawodnik Frisk Asker. Po sezonie 2022/2023 zakończył karierę zawodniczą.
Uczestniczył w turniejach mistrzostw świata edycji 2005 (Dywizja I), 2006, 2007, 2008, 2009, 2010, 2011, 2012, 2013, 2014, 2015, 2016, 2017, 2018 oraz zimowych igrzysk olimpijskich 2010, 2014, 2018.

## Sukcesy
Reprezentacyjne

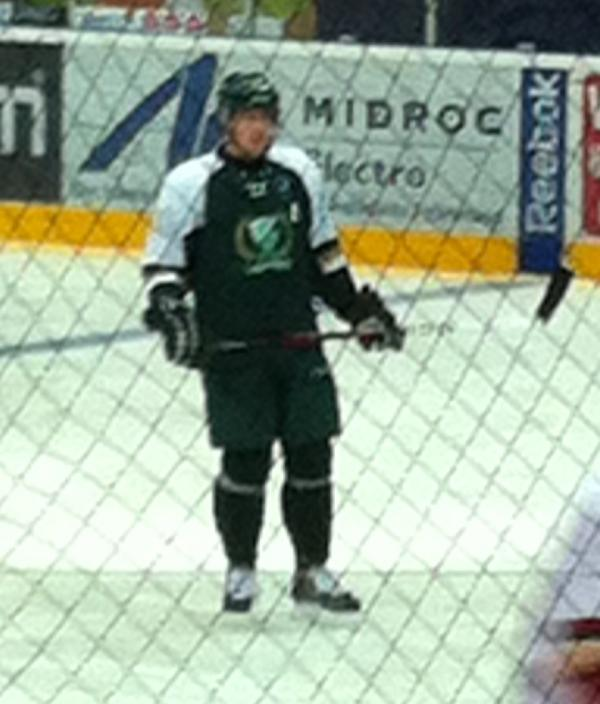
Anders Bastiansen w barwach Färjestad (2012)

- Awans do Elity mistrzostw świata: 2005

Klubowe
- Złoty medal mistrzostw Norwegii: 2002 z Frisk Tigers
- Złoty medal mistrzostw Szwecji: 2009, 2011 z Färjestad
- Finalista European Trophy: 2012 z Färjestad
- Srebrny medal mistrzostw Szwecji: 2014 z Färjestad

Indywidualne
- Allsvenskan (2004/2005):
  - Pierwsze miejsce w klasyfikacji kanadyjskiej wśród obcokrajowców: 49 punktów
- Mistrzostwa Świata w Hokeju na Lodzie 2005 Dywizja I Grupa A:
  - Pierwsze miejsce w klasyfikacji +/- turnieju: +12
- Elitserien (2009/2010):
  - Pierwsze miejsce w klasyfikacji strzelców goli w osłabieniu: 2 gole
- Mistrzostwa Świata w Hokeju na Lodzie 2011/Elita:
  - Trzecie miejsce w klasyfikacji strzelców turnieju: 6 goli
  - Dziesiąte miejsce w klasyfikacji kanadyjskiej turnieju: 8 punktów
  - Jeden trzech najlepszych zawodników reprezentacji
- Elitserien (2010/2011):
  - Stefan Liv Memorial Trophy - nagroda dla najbardziej wartościowego zawodnika w fazie play-off
- Mistrzostwa Świata w Hokeju na Lodzie 2012/Elita:
  - Pierwsze miejsce w klasyfikacji skuteczności wygrywanych wznowień gry: 68,75%
- Mistrzostwa Świata w Hokeju na Lodzie 2013/Elita:
  - Jeden trzech najlepszych zawodników reprezentacji[6]
- Mistrzostwa Świata w Hokeju na Lodzie 2018/Elita:
  - Jeden z trzech najlepszych zawodników reprezentacji w turnieju[7]

Wyróżnienia
- Hokeista Roku w Norwegii: 2007, 2011